# Polywell
Polywell (griech.-engl.: etwa „Vielfachmulde“) ist ein Kernfusionsreaktor-Konzept, das von Robert W. Bussard stammt. Es gehört zu den sogenannten Inertial Electrostatic Confinement (IEC)-Fusionskonzepten wie z. B. dem Farnsworth-Hirsch-Fusor, denn die zur Fusion bestimmten Ionen werden durch ein elektrisches Feld zusammengehalten. Dieses Feld wird jedoch nicht von Hochspannungs-Elektroden erzeugt, sondern von einer Elektronenwolke, die ihrerseits in einem mehr oder weniger kugelsymmetrischen Magnetfeld eingeschlossen ist.
Die Polywell-Entwicklungsarbeit wird von der EMC2 Fusion Development Corporation durchgeführt und von der US Navy finanziert. Als angestrebte Nutzung wurden bisher in erster Linie Raumfahrtantriebe, aber auch Stromerzeugung genannt.

## Beschreibung

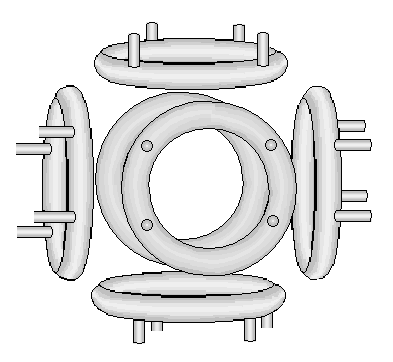
Abbildung 1:Skizze der Spulenanordnung für ein zentralsymmetrisches Magnetfeld

In einem Hochvakuumbehälter erzeugt eine Anzahl gleicher, räumlich dreidimensional angeordneter ringförmiger Spulen ein zentralsymmetrisches Magnetfeld. Eine Elektronenwolke wird von diesem Feld nach der Art von magnetischen Spiegeln eingeschlossen und bildet eine elektrische Potentialmulde. Positiv geladene Ionen werden dieser Region zugeführt, von dem Potentialgefälle zum Mittelpunkt hin beschleunigt und sollen auf geschlossenen Bahnen so lange umlaufen, dass bei ihren Zusammenstößen genügend viele Kernfusionsreaktionen erfolgen. Einzelheiten über Art und Anordnung der Elektronen- und Ionenquellen sind bisher nicht veröffentlicht worden.

## Physikalische Bemerkungen
Die Ansammlung von Elektronen und Ionen in den elektrostatischen Fusionseinrichtungen ist nur bedingt vergleichbar mit dem thermischen Plasma anderer Fusionskonzepte wie Fusion mittels magnetischen Einschlusses oder Trägheitsfusion. In diesen entsteht das Plasma durch Stöße neutraler Atome oder Moleküle untereinander, ist also elektrisch neutral und thermisch im Gleichgewicht. Beim Polywell usw. ist dagegen ein geringer Elektronenüberschuss nötig, um die Potentialmulde zum Ioneneinschluss herzustellen, das Plasma ist also nicht neutral. Es ist auch nicht im thermischen Gleichgewicht, also nicht durch eine Temperatur beschreibbar, da Elektronen und Ionen aus getrennten Quellen mit vorgegebenen kinetischen Energien kommen und sich im Feld mit ortsabhängigen und örtlich gerichteten Geschwindigkeiten bewegen.
Nahe dem Zentrum der Potentialmulde treten relativ hohe Ionengeschwindigkeiten auf. Daher können Energieverluste des Plasmas durch Bremsstrahlung wichtig werden. Dies wäre besonders bedeutsam bei der Bor-11-Proton-Fusionsreaktion (siehe Kernfusionsreaktor#Alternative Konzepte), deren Verwendung Bussard vorgeschlagen hat, weil sie keine freien Neutronen erzeugt. Er argumentierte, die Verluste durch Bremsstrahlung würden auch bei diesem Brennstoff nur 1/12 der erzeugten Fusionsenergie betragen,
weil die hohen Geschwindigkeiten im Zentrum und der dadurch geringe Wirkungsquerschnitt für Coulombstöße der Ionen eine nennenswerte Abbremsung dort unwahrscheinlich machten. Hingegen legte Todd Rider 1995 dar, dass die Verluste durch Bremsstrahlung mit diesem Brennstoff die Produktion von Fusionsenergie um mindestens 20 % übertreffen würden.

## Versuche und Ergebnisse
Bussard berichtete 2006 über den Versuchsaufbau WB-6 („Wiffleball 6“). Dieser hatte sechs Ringspulen, angeordnet auf den Flächen eines gedachten Würfels (Durchmesser ca. 30 cm). Mit WB-6 wurden bis zu 1 Milliarde Deuterium-Deuterium-Fusionsreaktionen pro Sekunde erreicht. Das entspricht einer Fusionsleistung
von etwa 0,6 Milliwatt; der elektrische Leistungsbedarf der Apparatur beim Versuch dürfte mindestens einige hundert Watt betragen haben.
Bei EMC2 wurden danach die Anlagen WB-7 und WB-8 gebaut und betrieben. Möglicherweise (nur undeutlich einer Abbildung zu entnehmen) wurden zumindest bei WB-7, um der Kugelsymmetrie näher zu kommen, acht Spulen in Oktaeder- oder 12 Spulen in Dodekaeder-Anordnung verwendet. EMC2 lehnt es mit Hinweis auf die Rechte des Auftraggebers US Navy ab, genaue Einzelheiten und Messergebnisse zu veröffentlichen. Die Apparatur WB-8, an der zurzeit (2011) anscheinend der Experimentierbetrieb läuft, soll nach Bericht der Firma ausgezeichnete Plasmaeinschluss-Eigenschaften zeigen.
Laut Bussard würde ein Reaktor mit einem Radius von 1,5 Metern einen Netto-Energiegewinn von vielen Megawatt erreichen.